# Gallo

Verbreitung von Gallo in der Bretagne

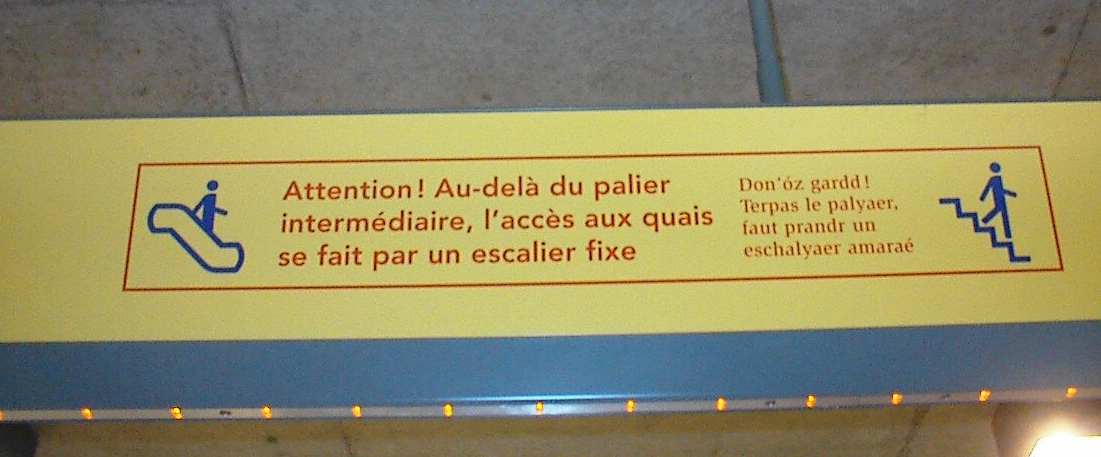
Ein zweisprachiges Schild in der Metro von Rennes

Das Gallo ist eine Minderheitensprache, die in der östlichen Bretagne gesprochen wird. Ihre Sprecher werden Gallots genannt.
Anders als bei der keltischen bretonischen Sprache handelt es sich um eine romanische Sprache, der allerdings im wissenschaftlichen Diskurs oftmals nicht einmal der Status eines Dialektes zugestanden wurde. Gallo gehört zur Dialektgruppe der Langues d’oïl und geht auf die erste Hälfte des 2. Jahrtausends zurück. Vermutlich geht die Bezeichnung Gallo auf die Bezeichnung der brittophonen Einwanderer für die romanisierten Gallier der Bretagne zurück (vgl. bret. gallaoued, Franzosen). Nicht zu verwechseln ist das Gallo mit dem in der Westbretagne gesprochenen Bretonischen oder mit der regionalen Variante der französischen Standardsprache, von der das Gallo inzwischen fast völlig verdrängt worden ist.
Die Gallo-Sprachbewegung hat seit den 1970er Jahren eine weitgehende Anerkennung des Gallo in der Öffentlichkeit erwirkt. Heute können Lehrer das staatliche Certificat d’Aptitude à l’Enseignement du Gallo erwerben. Grundsätzlich besteht heute die Möglichkeit, Gallo als Wahlfach an Gymnasien zu belegen.
Als tatsächlich gesprochene Sprache ist Gallo heute praktisch nicht mehr vorhanden. Nach Untersuchungen aus den 1980er und 1990er Jahren ist Gallo eine bedrohte Sprache oder bereits ausgestorben.